# ژرژ پاسریو
ژرژ پاسریو (فرانسوی: Georges Passerieu‎; ۱۸ نوامبر ۱۸۸۵ – ۵ مهٔ ۱۹۲۸) دوچرخه‌سوار اهل فرانسه بود.